# Nobelprijs voor Gobelijn
Nobelprijs voor Gobelijn is het 241e stripverhaal van Jommeke. De reeks wordt getekend door striptekenaar Jef Nys. Het album verscheen op 5 maart 2008.

## Personages
In dit verhaal spelen de volgende personages mee:
- Jommeke, Flip, Filiberke, Pekkie, Annemieke, Rozemieke, Choco, Marie, Teofiel, Professor Gobelijn, Anatool, Kwak en Boemel, Gravin van Stiepelteen, Odilon en de Begijntjes.

## Verhaal
Het Nobelprijscomité in Zweden komt samen om de beste professor te kiezen. Een van de kanshebbers is uiteraard Jeremias Gobelijn. Maar hij is zo een verstrooide professor dat hij ook een bedenkelijke reputatie met zich mee sleept. Het comité is dan ook niet zeker om de Nobelprijs te geven aan Gobelijn. Een aantal leden herinnert zich welke catastrofes en rampen Gobelijn heeft veroorzaakt. Er wordt een compromis gevonden. Als professor Gobelijn erin slaagt om gedurende één maand lang niet verstrooid te zijn, is de Nobelprijs voor hem.
Jommeke krijgt de opdracht om de professor in het oog te houden en hem tegen zichzelf te beschermen, mocht dat nodig zijn. Jommeke besluit met Gobelijn op vakantie te gaan, zodat hij geen kwaad kan doen. Maar wanneer enkele dagen later in Zonnedorp een vreemde epidemie uitbreekt, wijst iedereen als vanzelfsprekend naar Gobelijn. Maar er klopt iets niet, want Gobelijn was de hele tijd met Jommeke op vakantie. Wie zou de professor zijn Nobelprijs willen afnemen?

## Achtergronden bij het verhaal
- In dit stripalbum duikt er vanaf pagina 39 een schrijffoutje op. Namelijk de Zweedse professor Kurt Volvoson wordt plots geschreven als Knut Volvoson.
- Dit is het laatste stripalbum dat verscheen onder uitgeverij Mezzanine.